# Avon (Illinois)
Avon és una població dels Estats Units a l'estat d'Illinois. Segons el cens del 2000 tenia 915 habitants.

## Demografia
Segons el cens del 2000, Avon tenia 915 habitants, 375 habitatges, i 260 famílies. La densitat de població era de 802,9 habitants/km².
Dels 375 habitatges en un 29,1% hi vivien nens de menys de 18 anys, en un 52,3% hi vivien parelles casades, en un 12,5% dones solteres, i en un 30,4% no eren unitats familiars. En el 26,7% dels habitatges hi vivien persones soles el 15,2% de les quals corresponia a persones de 65 anys o més que vivien soles. El nombre mitjà de persones vivint en cada habitatge era de 2,44 i el nombre mitjà de persones que vivien en cada família era de 2,93.
Per edats la població es repartia de la següent manera: un 24% tenia menys de 18 anys, un 8,3% entre 18 i 24, un 25% entre 25 i 44, un 21,9% de 45 a 60 i un 20,8% 65 anys o més.
L'edat mediana era de 40 anys. Per cada 100 dones de 18 o més anys hi havia 86,3 homes.
La renda mediana per habitatge era de 33.417 $ i la renda mediana per família de 38.819 $. Els homes tenien una renda mediana de 30.167 $ mentre que les dones 21.429 $. La renda per capita de la població era de 16.257 $. Aproximadament el 9,9% de les famílies i l'11,7% de la població estaven per davall del llindar de pobresa.

## Poblacions més properes
El següent diagrama mostra les poblacions més properes.